# Razred rušilcev Arleigh Burke
Razred arleigh burke je razred rušilcev, ki jih uporablja Vojna mornarica Združenih držav Amerike.

## rušilci razreda arleigh burke
- USS Arleigh Burke (DDG-51)
- USS Barry (DDG-52)
- USS John Paul Jones (DDG-53)
- USS Curtis Wilbur (DDG-54)
- USS Stout (DDG-55)
- USS John S. McCain (DDG-56)
- USS Mitscher (DDG-57)
- USS Laboon (DDG-58)
- USS Russell (DDG-59)
- USS Paul Hamilton (DDG-60)
- USS Ramage (DDG-61)
- USS Fitzgerald (DDG-62)
- USS Stethem (DDG-63)
- USS Carney (DDG-64)
- USS Benfold (DDG-65)
- USS Gonzalez (DDG-66)
- USS Cole (DDG-67)
- USS The Sullivans (DDG-68)
- USS Milius (DDG-69)
- USS Hopper (DDG-70)
- USS Ross (DDG-71)
- USS Mahan (DDG-72)
- USS Decatur (DDG-73)
- USS McFaul (DDG-74)
- USS Donald Cook (DDG-75)
- USS Higgins (DDG-76)
- USS O'Kane (DDG-77)
- USS Porter (DDG-78)
- USS Oscar Austin (DDG-79)
- USS Roosevelt (DDG-80)
- USS Winston S. Churchill (DDG-81)
- USS Lassen (DDG-82)
- USS Howard (DDG-83)
- USS Bulkeley (DDG-84)
- USS McCampbell (DDG-85)
- USS Shoup (DDG-86)
- USS Mason (DDG-87)
- USS Preble (DDG-88)
- USS Mustin (DDG-89)
- USS Chafee (DDG-90)
- USS Pinckney (DDG-91)
- USS Momsen (DDG-92)
- USS Chung-Hoon (DDG-93)
- USS Nitze (DDG-94)
- USS James E. Williams (DDG-95)
- USS Bainbridge (DDG-96)
- USS Halsey (DDG-97)
- USS Forrest Sherman (DDG-98)
- USS Farragut (DDG-99)
- USS Kidd (DDG-100)
- USS Gridley (DDG-101)
- USS Sampson (DDG-102)
- USS Truxtun (DDG-103)
- USS Sterett (DDG-104)
- USS Dewey (DDG-105)